# Gewog di Getena
Il gewog di Getena è uno degli undici raggruppamenti di villaggi del distretto di Chukha, nella regione Occidentale, in Bhutan.